# Brigade marine d'Extrême-Orient
Pour les articles homonymes, voir BMEO.
Cet article possède des paronymes, voir 1re brigade d'Extrême-Orient et Brigade d'Extrême-Orient.
La brigade marine d'Extrême-Orient (BMEO) est une unité amphibie de la Marine nationale. Formée en 1944, elle opère au début de la guerre d'Indochine et est dissoute en 1947. 

## Historique

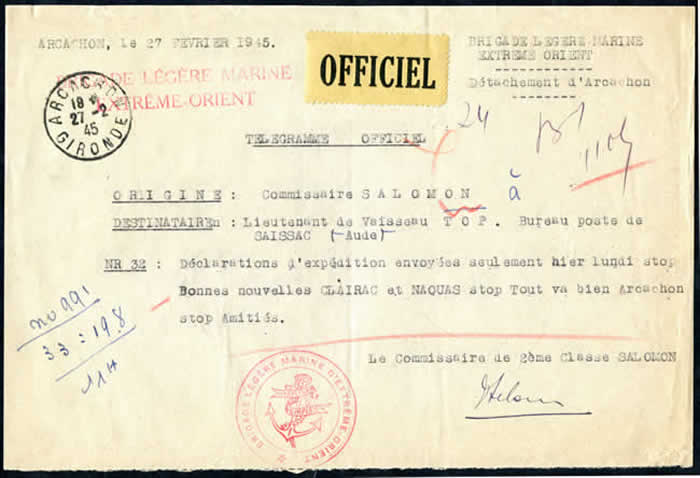
Télégramme officiel envoyé à un officier de la BLMEO à Arcachon en janvier 1945.

La BMEO est organisée à Arcachon à partir de décembre 1944, d'abord sous le nom de brigade légère marine d'Extrême-Orient (BLMEO). Début 1945, son organisation est arrêtée avec : 
- le régiment blindé de fusiliers-marins, ancienne unité de chasseurs de chars de la 2e division blindée, privé de chars ;
- un groupement de canonniers-marins ;
- compagnie de transmissions ;
- compagnie de réparation ;
- compagnie commando (Merlet[2]) ;
- élément du service de santé ;
- centre administratif.

L'escadron de traditions du 1er régiment de fusiliers marins (trois ou quatre pelotons) est également rattaché à la brigade mais assure la garde de l'état-major de l'amiral Thierry d'Argenlieu,.
La compagnie commando débarque fin octobre 1945 et participe aux premières opérations de reprise de la Cochinchine,, hors du contrôle français depuis le coup de force japonais en Indochine de mars 1945 suivie de la capitulation japonaise en août. Le reste de la brigade débarque début janvier 1946 et participe aux opérations contre le Việt Minh en Cochinchine et au Tonkin. 
Peu à peu transformée en unité amphibie fluviale (dotée de jonques motorisées et chalands puis de LCA, LCVP, LCM, LCI et LCT), la brigade est dissoute le 31 décembre 1946 et forme le lendemain la flottille amphibie d'Indochine Sud et la  flottille amphibie d'Indochine Nord,.

## Devise
Marine tient empire

## Insigne
L'insigne présente un dragon, l'ancre de la marine, la devise et l'inscription brigade marine d'Extrême-Orient.